# Gáll Margit
Gáll Margit (Nagykároly, 1920. július 2. – Kolozsvár, 1960. február 22.) erdélyi magyar ifjúsági író, műfordító. Gáll Ernő volt felesége.

## Életútja
Középiskolát Szatmáron, pedagógiai főiskolát Bukarestben végzett. A Bolyai Tudományegyetem pedagógiai tanszékén tanársegéd, 1951–52-ben az Ifjúsági Könyvkiadó kolozsvári szerkesztője; majd a Napsugár és Tanügyi Újság belső munkatársa. Magyarra fordította A. G. Vaida A vörös diák (1951) és Octav Pancu-Iaşi Egy apának két fia (Nell Cobar rajzaival, 1956) című ifjúsági munkáját.

## Kötetei
- A homokvár (I. Darie illusztrációival, 1951)
- A dicsekvő egér (1955)
- Babaház (gyermekregény, R. Tenkei Lívia illusztrációival, 1955)
- Tarka könyv (mese, jelenet, játék, 1957)